# Carol Monaghan
Pour les articles homonymes, voir Monaghan (homonymie).
Carol Monaghan (née le 2 août 1972) est une femme politique du Parti National Écossais (SNP) qui est députée pour Glasgow Nord-Ouest de 2015 à 2024. Elle est porte-parole du SNP sur l'Éducation, les Forces Armées et les anciens combattants.

## L'éducation
Monaghan étudie à l'Université de Strathclyde, et obtient un diplôme de BSc (Hons) en Physique des lasers et Optoélectronique en 1993.

## Carrière
Elle est une ancienne professeur de physique et chef de la science à l'école secondaire d'Hyndland, mais quitte son poste pour se concentrer sur la campagne avant les Élections générales britanniques de 2015.
Après les élections générales de 2017, elle est nommée porte-parole du SNP à Westminster pour l'Éducation, les Forces Armées et les anciens combattants. 
Elle fait campagne sur la question de la recherche, le traitement et les attitudes envers le Syndrome de fatigue chronique, deux grands débats en 2018. Elle continue de militer en faveur d'un débat à la Chambre des Communes.

## Vie personnelle
Monaghan est mariée à Feargal Dalton conseiller municipal SNP à Glasgow et professeur de physique, et ils ont deux filles et un fils d'un précédent partenaire. Elle est Catholique pratiquante.